# Estlands bidrag i Eurovision Song Contest

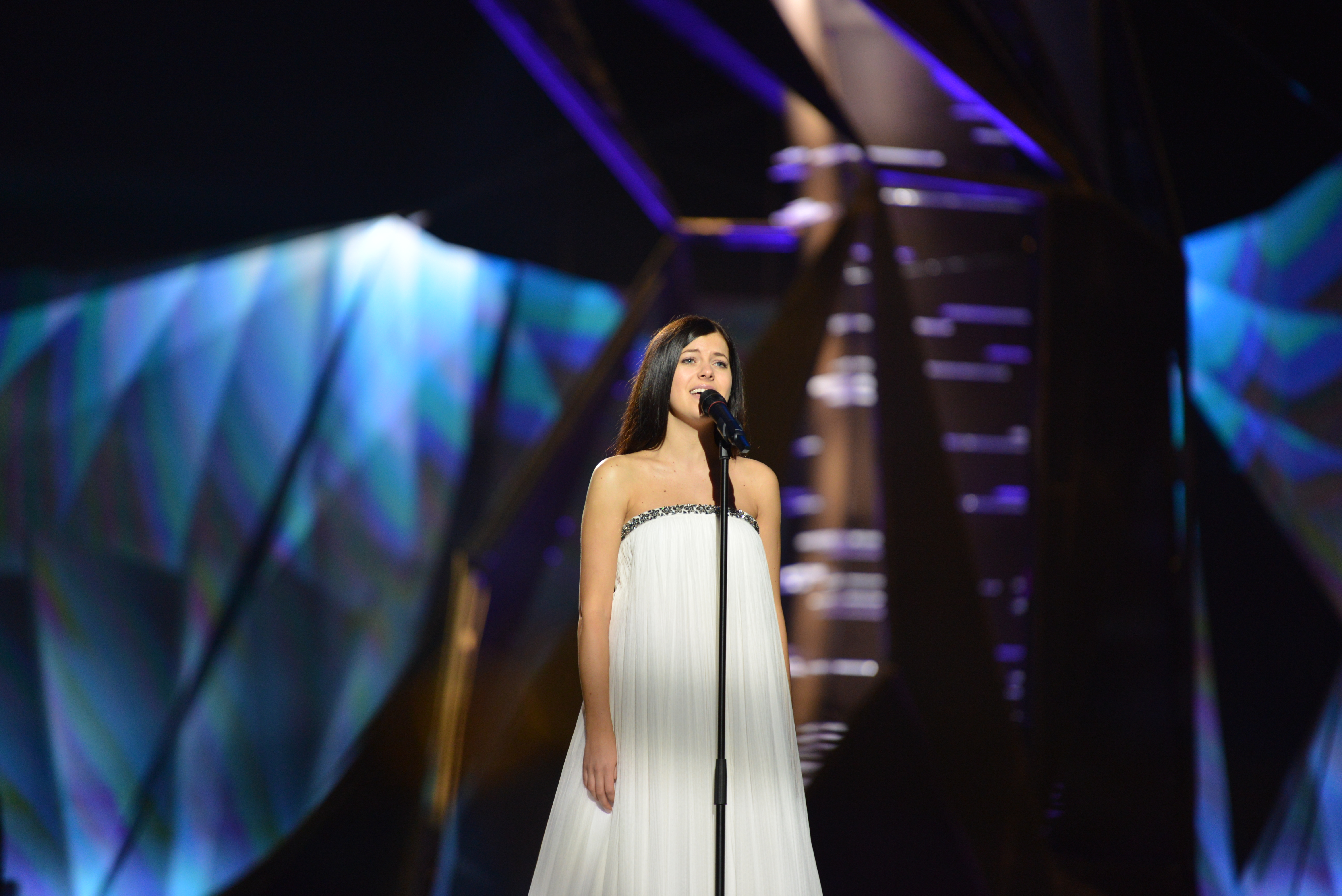
Birgit Õigemeel i Malmö 2013.

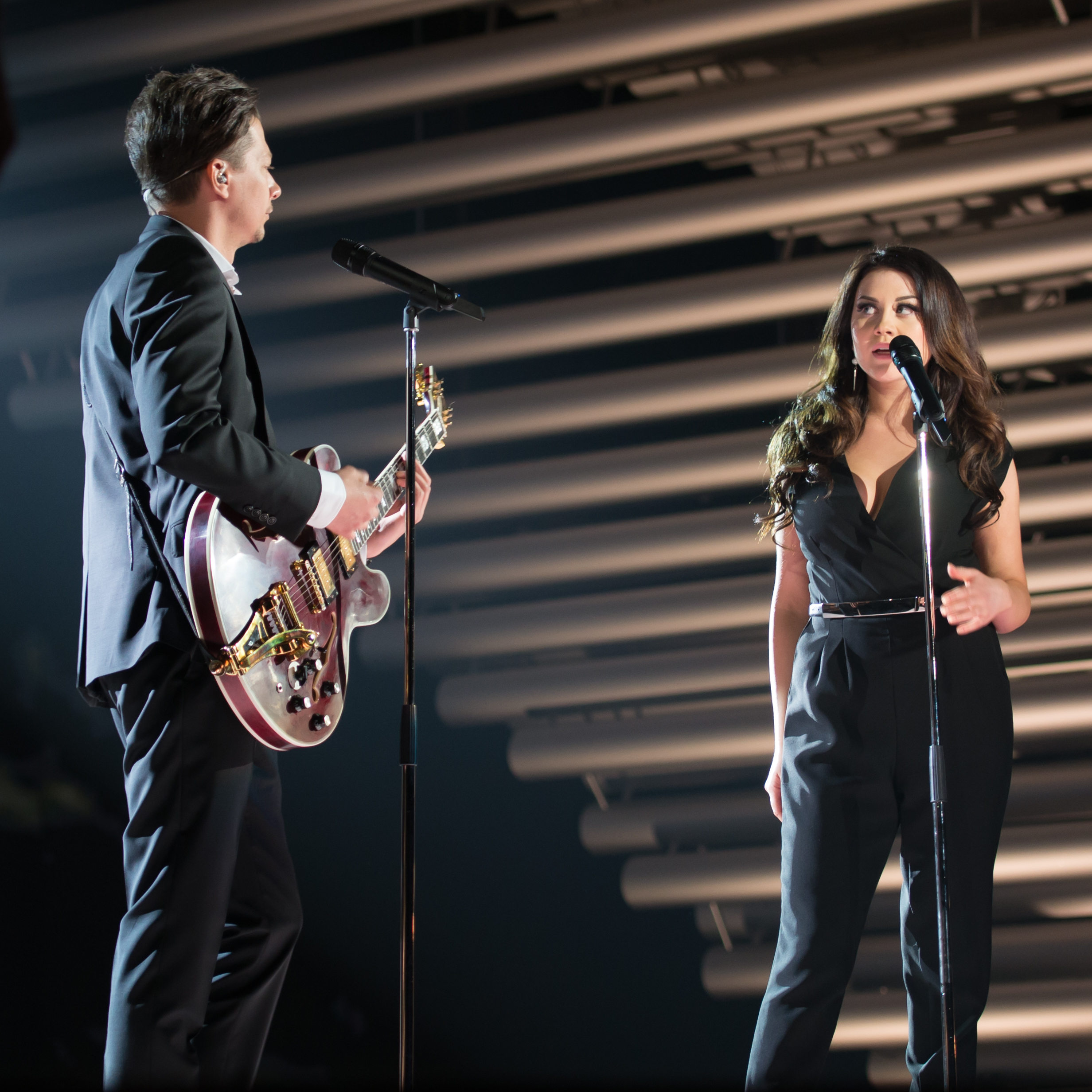
Stig Rästa & Elina Born i Wien 2015.

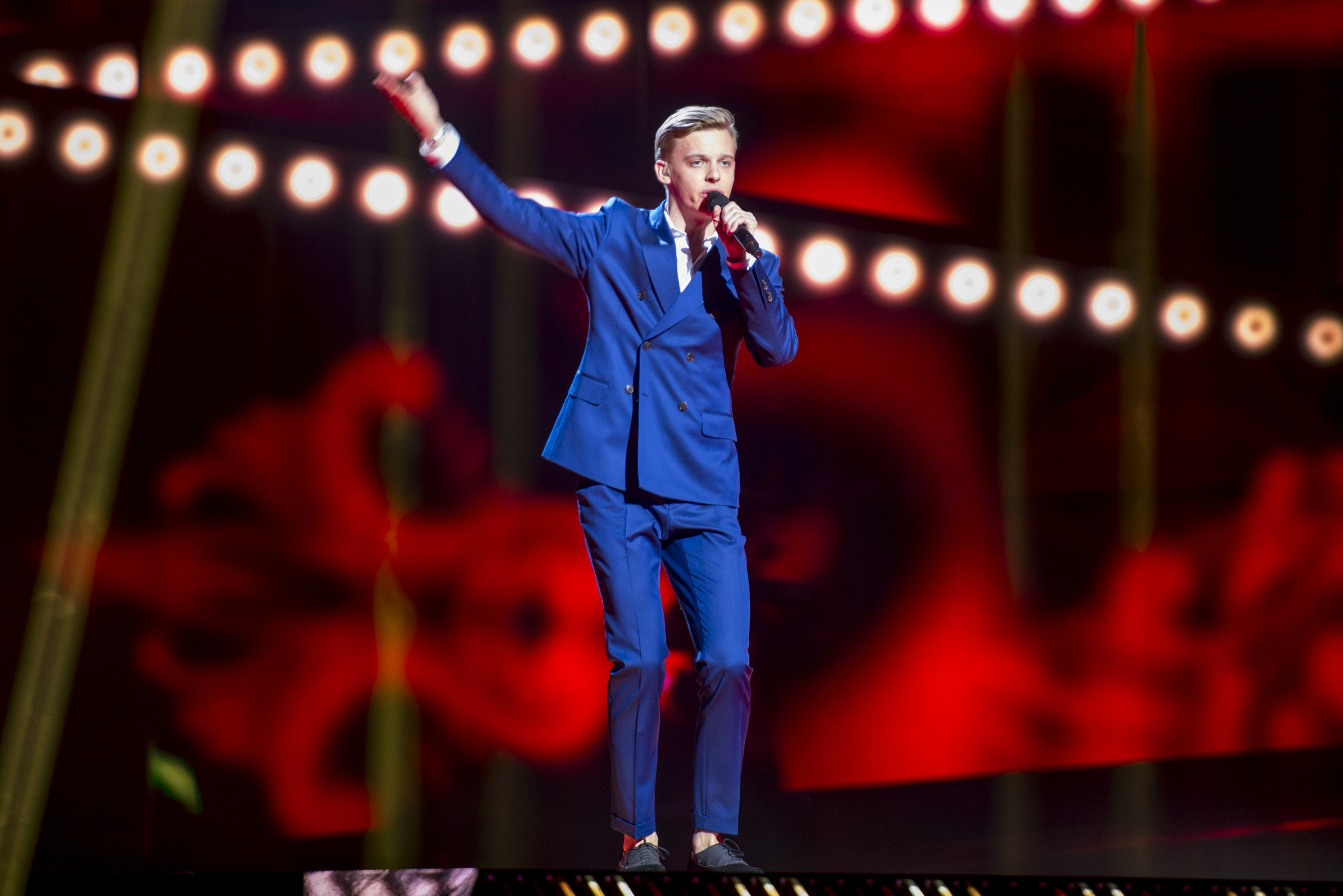
Jüri Pootsmann i Stockholm 2016.

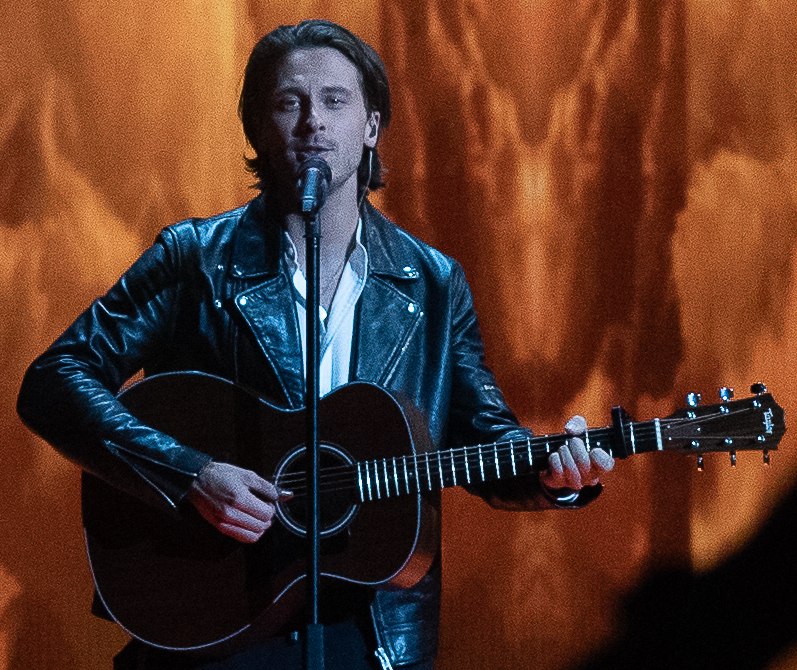
Victor Crone i Tel Aviv 2019.

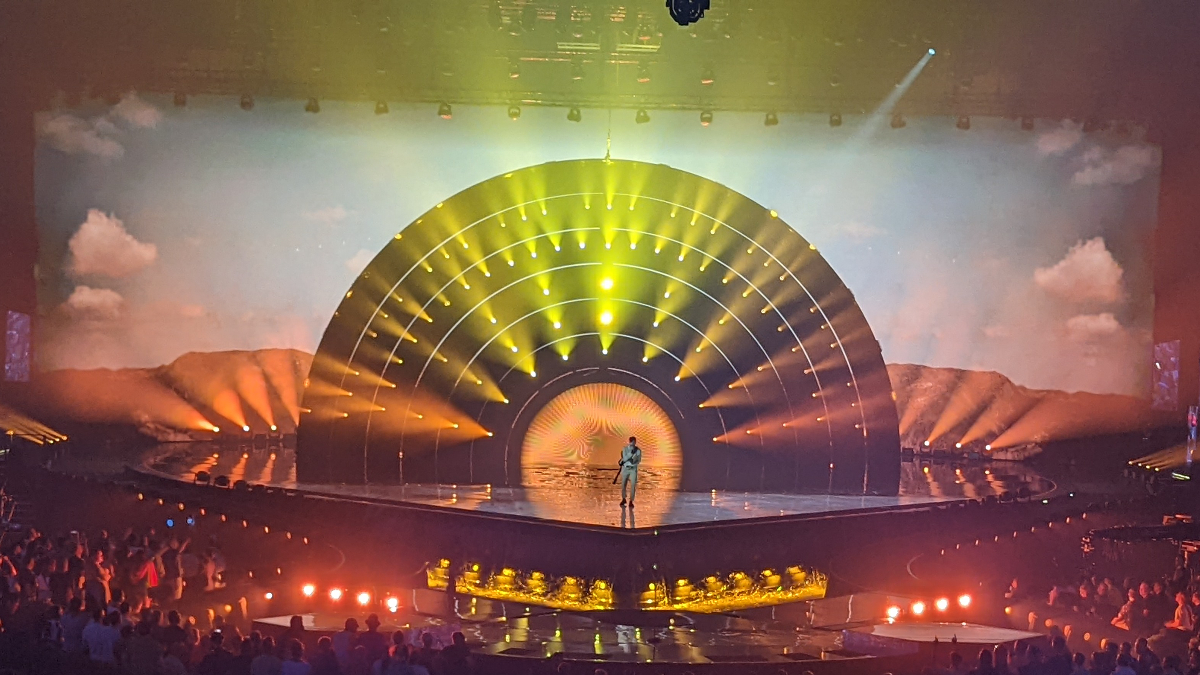
Stefan i Turin 2022.

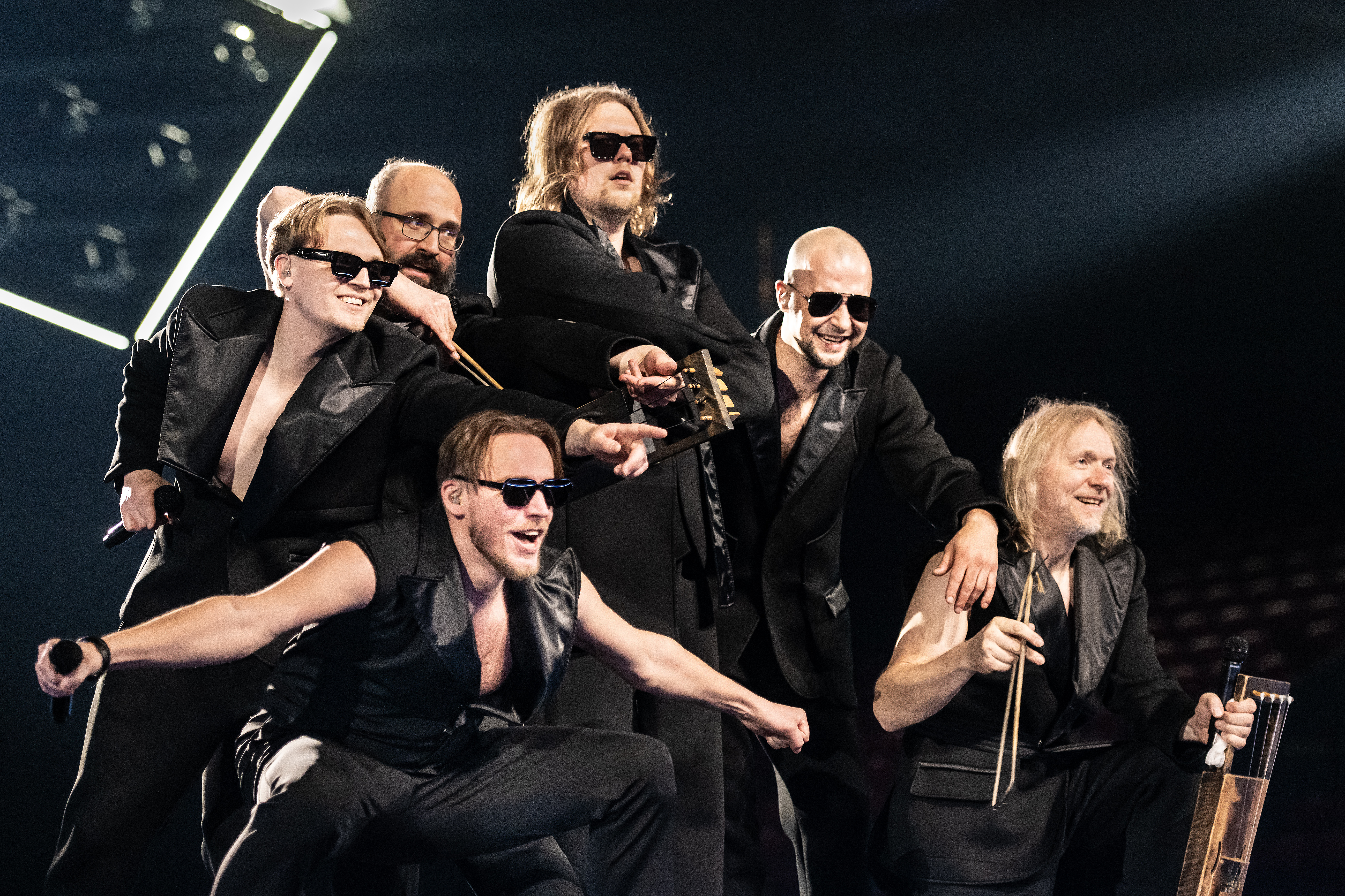
5MIINUST x Puuluup i Malmö 2024.

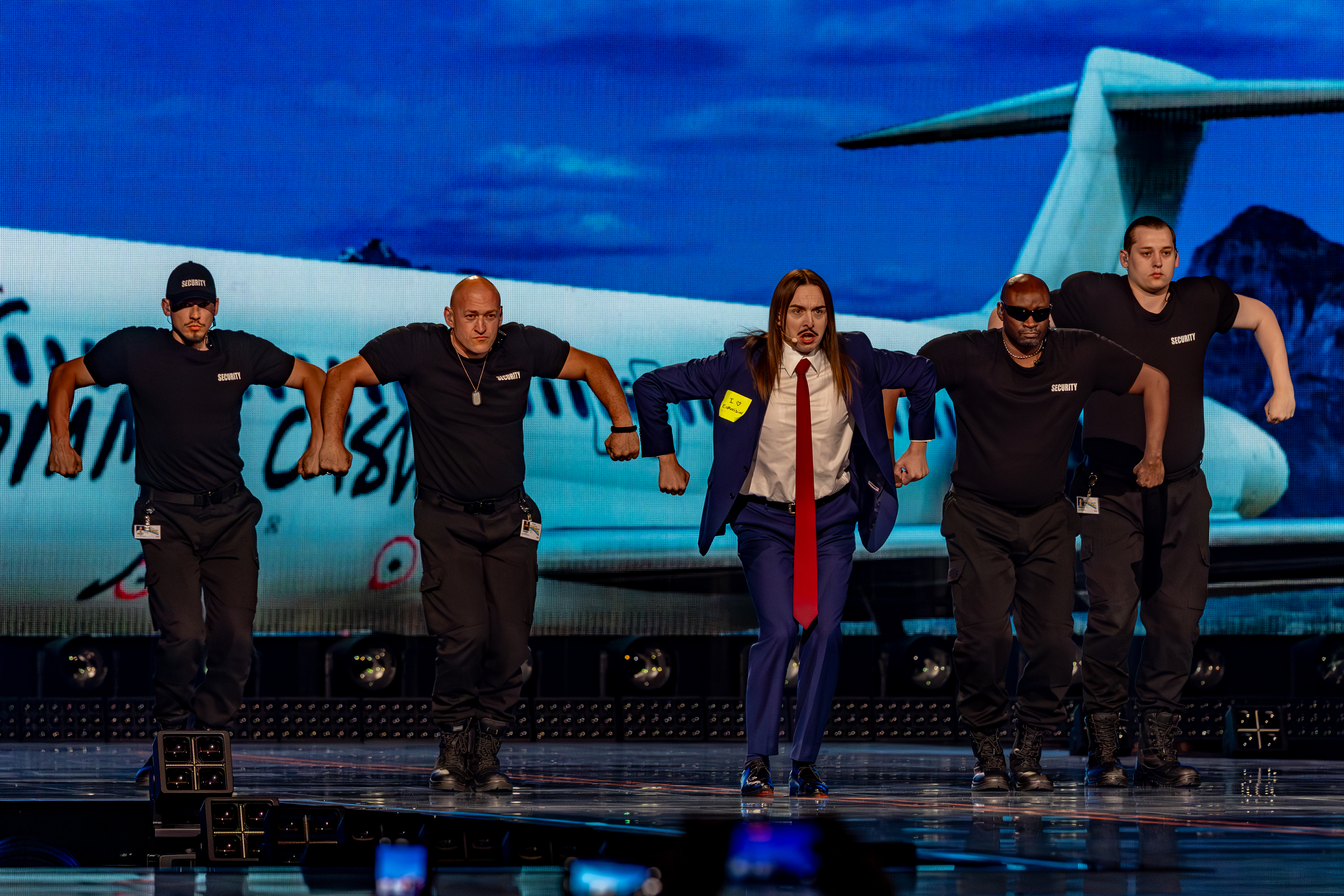
Tommy Cash i Basel 2025.

Estland debuterade i Eurovision Song Contest 1994 och har till och med 2025 deltagit 30 gånger. Det estniska tv-bolaget Eesti Rahvusringhääling har varit ansvarig för Estlands medverkan varje år sedan 1994. Alla gånger man har varit med har landets artist och bidrag tagits ut genom en nationell uttagningsform.
Estland blev det första landet av de tidigare kommuniststaterna att segra i Eurovisionen, vilket skedde 2001 med bidraget "Everybody" framförd av Tanel Padar & Dave Benton. Estland har utöver detta nått pallplats ytterligare två gånger i finalen, tredjeplats 2002 och 2025. Estland har också kommit trea i sin semifinal 2009 & 2015.

## Estland i Eurovision Song Contest

### Historia
Estland kom femma i den östeuropeiska semifinalen i Ljubljana vid sitt första försök att delta i Eurovision Song Contest 1993. De nådde inte finalen, då endast de tre främsta gick vidare från denna semifinal. Debuten gjordes istället 1994 i Dublin med en av landets mest rutinerade sångerskor; Silvi Vrait. Bidraget slutade dock näst sist i finalen med två poäng som man fick av Grekland. På grund av den dåliga placeringen 1994 tvingades Estland att avstå från tävlan 1995. Anledningen till detta var att de dåvarande tävlingsreglerna innebar att länder som placerade sig sämre ett år fick avstå medverkan året därpå för att kunna göra plats åt andra länder som hade fått avstå året innan att delta (Sovjetunionens och Jugoslaviens fall resulterade i att flera länder ville delta vilket ledde till denna regel). Återkomsten 1996 blev en succé för Estlands del då man slutade på femte plats i finalen. Mellan åren 1996–2002 gjorde Estland bra ifrån sig, Man hamnade inom topp tio vid sex tillfällen under denna perioden och inkluderar seger 2001 och en delad bronsplats med Storbritannien 2002. 
Efter 2002 har Estland inte varit lika framgångsrikt i tävlingen, när systemet med semifinaler infördes 2004 nådde Estland ingen finalplats först förrän 2009. Det året var det första gången på sju år där Estland slutat inom topp tio (sjätteplats). Därefter har Estland varit i finalen åren 2011–2013, 2015 och 2018–2019. 

### Nationell uttagningsform
Sedan 1993 har Estland alla gånger man har varit med använt sig av en nationell uttagningsform. "Eurolaul" fungerade som Estlands uttagning till Eurovision Song Contest mellan åren 1993–2008. 2009 introducerades en ny uttagningsform vid namnet "Eesti Laul". Tävlingen grundades av det estniska radio- och tevebolaget ERR (Eesti Rahvusringhääling). Syftet med Eesti Laul var att producera en estnisk tävling, med estnisk musik som presenteras för den europeiska publiken. Tävlingen är också öppen, så att all information om bidragen meddelas i uttagningsprocessen . Upplägget för tävlingen är två semifinaler och en final. 

## Resultattabell
| 1 | Vinnare                            |
| 2 | Andra plats                        |
| 3 | Tredje plats                       |
| ◁ | Sista plats                        |
| X | Ett bidrag valdes men tävlade inte |

| År               | Artist                         | Bidrag                                               | Språk                   | Final              | Poäng              | Semi               | Poäng              |
| ---------------- | ------------------------------ | ---------------------------------------------------- | ----------------------- | ------------------ | ------------------ | ------------------ | ------------------ |
| 1993             | Janika Sillamaa                | "Muretut meelt ja südametuld"                        | Estniska                | Kvalificerade inte | Kvalificerade inte | 5                  | 47                 |
| 1994             | Silvi Vrait                    | "Nagu merelaine"                                     | Estniska                | 24                 | 2                  | Inga semifinaler   | Inga semifinaler   |
| Deltog inte 1995 |                                |                                                      |                         |                    |                    |                    |                    |
| 1996             | Maarja-Liis Ilus & Ivo Linna   | "Kaelakee hääl"                                      | Estniska                | 5                  | 94                 | 5                  | 106                |
| 1997             | Maarja                         | "Keelatud maa"                                       | Estniska                | 8                  | 82                 | Inga semifinaler   | Inga semifinaler   |
| 1998             | Koit Toome                     | "Mere lapsed"                                        | Estniska                | 12                 | 36                 | Inga semifinaler   | Inga semifinaler   |
| 1999             | Evelin Samuel & Camille        | "Diamond of Night"                                   | Engelska                | 6                  | 90                 | Inga semifinaler   | Inga semifinaler   |
| 2000             | Ines                           | "Once in a Lifetime"                                 | Engelska                | 4                  | 98                 | Inga semifinaler   | Inga semifinaler   |
| 2001             | Tanel Padar, Dave Benton & 2XL | "Everybody"                                          | Engelska                | 1                  | 198                | Inga semifinaler   | Inga semifinaler   |
| 2002             | Sahlene                        | "Runaway"                                            | Engelska                | 3                  | 111                | Inga semifinaler   | Inga semifinaler   |
| 2003             | Ruffus                         | "Eighties Coming Back"                               | Engelska                | 21                 | 14                 | Inga semifinaler   | Inga semifinaler   |
| 2004             | Neiokõsõ                       | "Tii"                                                | Võro                    | Kvalificerade inte | Kvalificerade inte | 11                 | 57                 |
| 2005             | Suntribe                       | "Let's Get Loud"                                     | Engelska                | Kvalificerade inte | Kvalificerade inte | 20                 | 31                 |
| 2006             | Sandra Oxenryd                 | "Through My Window"                                  | Engelska                | Kvalificerade inte | Kvalificerade inte | 18                 | 28                 |
| 2007             | Gerli Padar                    | "Partners in Crime"                                  | Engelska                | Kvalificerade inte | Kvalificerade inte | 22                 | 33                 |
| 2008             | Kreisiraadio                   | "Leto svet"                                          | Serbiska, tyska, finska | Kvalificerade inte | Kvalificerade inte | 18                 | 8                  |
| 2009             | Urban Symphony                 | "Rändajad"                                           | Estniska                | 6                  | 129                | 3                  | 115                |
| 2010             | Malcolm Lincoln & Manpower 4   | "Siren"                                              | Engelska                | Kvalificerade inte | Kvalificerade inte | 14                 | 39                 |
| 2011             | Getter Jaani                   | "Rockefeller Street"                                 | Engelska                | 24                 | 44                 | 9                  | 60                 |
| 2012             | Ott Lepland                    | "Kuula"                                              | Estniska                | 6                  | 120                | 4                  | 100                |
| 2013             | Birgit Õigemeel                | "Et uus saaks alguse"                                | Estniska                | 20                 | 19                 | 10                 | 52                 |
| 2014             | Tanja                          | "Amazing"                                            | Engelska                | Kvalificerade inte | Kvalificerade inte | 12                 | 36                 |
| 2015             | Stig Rästa & Elina Born        | "Goodbye to Yesterday"                               | Engelska                | 7                  | 106                | 3                  | 105                |
| 2016             | Jüri Pootsmann                 | "Play"                                               | Engelska                | Kvalificerade inte | Kvalificerade inte | 18                 | 24                 |
| 2017             | Koit Toome & Laura             | "Verona"                                             | Engelska                | Kvalificerade inte | Kvalificerade inte | 14                 | 85                 |
| 2018             | Elina Netšajeva                | "La Forza"                                           | Italienska              | 8                  | 245                | 5                  | 201                |
| 2019             | Victor Crone                   | "Storm"                                              | Engelska                | 20                 | 76                 | 4                  | 198                |
| 2020             | Uku Suviste                    | "What Love Is"                                       | Engelska                | Tävlingen inställd | Tävlingen inställd | Tävlingen inställd | Tävlingen inställd |
| 2021             | Uku Suviste                    | "The Lucky One"                                      | Engelska                | Kvalificerade inte | Kvalificerade inte | 13                 | 58                 |
| 2022             | Stefan                         | "Hope"                                               | Engelska                | 13                 | 141                | 5                  | 209                |
| 2023             | Alika                          | "Bridges"                                            | Engelska                | 8                  | 168                | 10                 | 74                 |
| 2024             | 5MIINUST x Puuluup             | "(Nendest) narkootikumidest ei tea me (küll) midagi" | Estniska                | 20                 | 37                 | 6                  | 79                 |
| 2025             | Tommy Cash                     | "Espresso Macchiato"                                 | Engelska, italienska    | 3                  | 356                | 5                  | 113                |

## Röstningshistorik (1994–2025)[2]

### Estland hargivitmest poäng till...
| Finaler | Finaler  | Finaler |
| Nr      | Land     | Poäng   |
| ------- | -------- | ------- |
| 1       | Sverige  | 253     |
| 2       | Ryssland | 187     |
| 3       | Finland  | 161     |
| 4       | Ukraina  | 130     |
| 5       | Norge    | 116     |

| Finaler och semifinaler | Finaler och semifinaler | Finaler och semifinaler |
| Nr                      | Land                    | Poäng                   |
| ----------------------- | ----------------------- | ----------------------- |
| 1                       | Sverige                 | 325                     |
| 2                       | Finland                 | 287                     |
| 3                       | Ryssland                | 251                     |
| 4                       | Ukraina                 | 185                     |
| 5                       | Norge                   | 178                     |

### Estland harmottagitflest poäng från...
| Endast finaler | Endast finaler | Endast finaler |
| Nr             | Land           | Poäng          |
| -------------- | -------------- | -------------- |
| 1              | Lettland       | 156            |
| 2              | Finland        | 142            |
| 3              | Litauen        | 113            |
| 4              | Sverige        | 101            |
| 5              | Storbritannien | 81             |

| Finaler och semifinaler | Finaler och semifinaler | Finaler och semifinaler |
| Nr                      | Land                    | Poäng                   |
| ----------------------- | ----------------------- | ----------------------- |
| 1                       | Lettland                | 266                     |
| 2                       | Finland                 | 262                     |
| 3                       | Litauen                 | 192                     |
| 4                       | Sverige                 | 163                     |
| 5                       | Irland                  | 141                     |